# Тугела (водоспад)
Туге́ла (англ. Tugela Falls) — другий за висотою водоспад світу. Він являє собою п'ять вільно падаючих каскадів, найбільший з яких становить 411 метрів, при загальній висоті — 948 метрів.
Тугела спадає вузькою стрічкою зі східного обриву Драконових гір, у Королівському національному парку «Наталь» у Квазулу, провінція Квазулу-Наталь, ПАР. Його добре видно після сильного дощу або під кінець дня, коли він відблискує від відображення Сонця. Витік річки Тугели розташований у Mont-Aux-Sources за декілька кілометрів від обриву, з якого падає водоспад. Вода вище водоспаду чиста і безпечна для пиття. Обрив часто покривається снігом у зимові місяці. До водоспаду ведуть дві стежки.